# Os to
|  | Denne artikel er oprettet af botten Steenthbot ud fra en ekstern database. Den kan derfor have sproglige fejl eller mangler. Denne skabelon kan fjernes efter kontrol af indholdet. |

Os to er en dansk kortfilm fra 2013 instrueret af Stefan Pellegrini og efter manuskript af Ditte Svane og Stefan Pellegrini.

## Handling
Morten og hans kæreste Therese er netop flyttet sammen. De har igennem flere år haft et godt øje til hinanden og har nu endelig fundet sammen. De lever et ungt og kærligt forhold og fremtiden ser lys ud. Af ukendte årsager dør Therese og Mortens liv braser sammen. I flere år står Morten stille og nægter at give slip på den afdøde kæreste. At genfinde sig selv og lysten til livet er ham fuldstændig umulig. Flere venner forsøger ihærdigt at få ham på benene igen men Morten er lukket, dyster og fremstår som en skygge af sig selv. En aften vendes der op og ned på hans tilværelse. I fuldskab vender han ryggen til hans sygelige behov for at være tro mod den afdøde kæreste.